# 12e cérémonie des Washington DC Area Film Critics Association Awards
La 12e cérémonie des Washington DC Area Film Critics Association Awards (WAFCA Awards), décernés par la Washington DC Area Film Critics Association, a eu lieu le 9 décembre 2013, et a récompensé les films réalisés dans l'année,.

## Palmarès

### Meilleur film
- Twelve Years a Slave
  - American Bluff (American Hustle)
  - Gravity
  - Her
  - Inside Llewyn Davis

### Meilleur réalisateur
- Alfonso Cuarón pour Gravity
  - Spike Jonze pour Her
  - Baz Luhrmann pour Gatsby le Magnifique (The Great Gatsby)
  - Steve McQueen pour Twelve Years a Slave
  - Martin Scorsese pour Le Loup de Wall Street (The Wolf of Wall Street)

### Meilleur acteur
- Chiwetel Ejiofor pour le rôle de Solomon Northup dans Twelve Years a Slave
  - Leonardo DiCaprio pour le rôle de Jordan Belfort dans Le Loup de Wall Street (The Wolf of Wall Street)
  - Matthew McConaughey pour le rôle de Ron Woodroof dans Dallas Buyers Club
  - Joaquin Phoenix pour le rôle de Theodore Twombley dans Her
  - Robert Redford pour le rôle du marin dans All Is Lost

### Meilleure actrice
- Cate Blanchett pour le rôle de Jasmine dans Blue Jasmine
  - Sandra Bullock pour le rôle du Dr Ryan Stone dans Gravity
  - Judi Dench pour le rôle de Philomena Lee dans Philomena
  - Meryl Streep pour le rôle de Violet Weston dans Un été à Osage County (August: Osage County)
  - Emma Thompson pour le rôle de Pamela L. Travers dans Dans l'ombre de Mary (Saving Mr. Banks)

### Meilleur acteur dans un second rôle
- Jared Leto pour le rôle de Rayon dans Dallas Buyers Club
  - Daniel Brühl pour le rôle de Niki Lauda dans Rush
  - Michael Fassbender pour le rôle d'Edwin Epps dans Twelve Years a Slave
  - James Franco pour le rôle de « Alien » dans Spring Breakers
  - James Gandolfini pour le rôle d'Albert dans All About Albert (Enough Said)

### Meilleure actrice dans un second rôle
- Lupita Nyong'o pour le rôle de Patsey l'esclave dans Twelve Years a Slave
  - Jennifer Lawrence pour le rôle de Rosalyn Rosenfeld dans American Bluff (American Hustle)
  - Scarlett Johansson pour le rôle de Samantha (voix) dans Her
  - Octavia Spencer pour le rôle de Wanda dans Fruitvale Station
  - June Squibb pour le rôle de Kate Grant dans Nebraska

### Meilleur espoir
- Tye Sheridan pour Mud : Sur les rives du Mississippi (Mud)
  - Liam James pour Cet été-là (The Way, Way Back)
  - Waad Mohammed pour Wadjda (وجدة)
  - Asa Butterfield pour La Stratégie Ender (Ender's Game)
  - Adèle Exarchopoulos pour La Vie d'Adèle

### Meilleure distribution
- Twelve Years a Slave
  - American Bluff (American Hustle)
  - Un été à Osage County (August: Osage County)
  - Prisoners
  - Cet été-là (The Way, Way Back)

### Meilleur scénario original
- Her – Spike Jonze
  - Blue Jasmine – Woody Allen
  - All About Albert (Enough Said) – Nicole Holofcener
  - American Bluff (American Hustle) – Eric Warren Singer et David O. Russell
  - Inside Llewyn Davis – Joel et Ethan Coen

### Meilleur scénario adapté
- Twelve Years a Slave – John Ridley
  - Before Midnight – Julie Delpy, Ethan Hawke et Richard Linklater
  - Capitaine Phillips (Captain Phillips) – Billy Ray
  - The Spectacular Now – Michael H. Weber et Scott Neustadter
  - Le Loup de Wall Street (The Wolf of Wall Street) – Terence Winter

### Meilleure direction artistique
- Gatsby le Magnifique (The Great Gatsby) – Ian Gracie
  - Twelve Years a Slave – Adam Stockhausen
  - Gravity – Andy Nicholson
  - Her – K.K. Barrett
  - Inside Llewyn Davis – Jess Gonchor (en)

### Meilleure photographie
- Gravity – Emmanuel Lubezki
  - Gatsby le Magnifique (The Great Gatsby) – Simon Duggan
  - Twelve Years a Slave – Sean Bobbitt
  - Her – Hoyte Van Hoytema
  - Inside Llewyn Davis – Bruno Delbonnel

### Meilleur montage
- Gravity – Alfonso Cuarón et Mark Sanger
  - Twelve Years a Slave – Joe Walker
  - Her – Jeff Buchanan
  - Rush – Dan Hanley et Mike Hill
  - Le Loup de Wall Street (The Wolf of Wall Street) – Thelma Schoonmaker

### Meilleure musique de film
- Twelve Years a Slave – Hans Zimmer
  - La Reine des neiges (Frozen) – Christophe Beck
  - Gravity – Steven Price
  - Her – Arcade Fire
  - Dans l'ombre de Mary (Saving Mr. Banks) – Thomas Newman

### Meilleur film en langue étrangère
- Alabama Monroe (The Broken Circle Breakdown) •  Belgique
  - La Vie d'Adèle •  France
  - La Chasse (Jagten) •  Danemark
  - Le Passé •  France /  Iran
  - Wadjda (وجدة) •  Arabie saoudite /  Allemagne

### Meilleur film d'animation
- La Reine des neiges (Frozen)
  - Moi, moche et méchant 2 (Despicable Me 2)
  - Les Croods (The Croods)
  - Monstres Academy (Monsters University)
  - Le vent se lève (風立ちぬ, Kaze tachinu)

### Meilleur film documentaire
- Blackfish
  - The Act of Killing
  - Leviathan
  - Stories We Tell
  - Twenty Feet from Stardom

### The Joe Barber Award for Best Portrayal of Washington DC
- Le Majordome (Lee Daniels' The Butler)
  - La Chute de la Maison Blanche (Olympus Has Fallen)
  - The East
  - Philomena
  - White House Down